# Glomerellales
Ordre
Les Glomerellales sont un ordre de champignons du règne des Fungi.

## Liste des familles
Selon GBIF (15 août 2023) :
- Glomerellaceae
- Malaysiascaceae
- Plectosphaerellaceae
- Reticulascaceae
- Ascocodinaea Samuels, Cand. & Magni